# Ялтинська агломерація
Ялтинська агломерація — агломерація з центром у місті Ялті. Населення — 191,8 тисяч осіб. Площа — 883 км². Густота населення — 217,2 осіб/км².
Головні чинники створення та існування агломерації: один з головних культурних та адміністративних центрів АРК, одне з найбільших міст Криму, курортна місцевість.
У складі (на 2001 рік):
- Ялтинська міськрада — 139,6 тисяч осіб; 283 км²,
- Алуштинська міськрада — 52,2 тисяч осіб; 600 км².